# Franciszek Zabłocki
Franciszek Ksawery Mikołaj Zabłocki herbu Łada, krypt.: F*** D*** Z***; F. M. D. Z.; F. Z.; F*** Z***, (ur. 2 stycznia 1752, zm. 10 września 1821 w Końskowoli) – komediopisarz i poeta polski, publicysta, tłumacz, ksiądz katolicki, wolnomularz, członek czynny loży wolnomularskiej Świątynia Izis, protokolista Komisji Edukacji Narodowej, sekretarz Towarzystwa do Ksiąg Elementarnych, regent Wydziału Edukacji Kancelarii Straży Praw.

## Życiorys
Pochodził z rodziny szlacheckiej herbu Łada. Urodził się jako syn Stanisława (zmarł wcześnie) i Barbary z Pruszyńskich, secundo voto Chmielowskiej (od roku 1758). Kształcił się u pijarów (kolegium) w Międzyrzeczu Koreckim, następnie wstąpił do nowicjatu jezuickiego, który opuścił po 3 latach. Około roku 1770 przez pewien czas przebywał na dworze Antoniego Górskiego, stolnika ciechanowskiego. Pomimo porzucenia zakonu jezuitów, związany był blisko z warszawskim literackim środowiskiem pojezuickim – w roku 1774 był współautorem Pieśni wszystkich Horacjusza przekładania różnych. W tym samym roku (12 czerwca 1774) został urzędnikiem (protokolistą) w kancelarii Komisji Edukacji Narodowej. Od 23 września do 20 grudnia 1774 wizytował (wespół z Adamem Jakukiewiczem) szkoły departamentu ruskiego, czyli województwa: wołyńskie, kijowskie, bracławskie i podolskie. W latach 1774–1777 był autorem "Zabaw Przyjemnych i Pożytecznych". W tym okresie przyjaźnił się z byłym jezuitą Franciszkiem Dionizym Kniaźninem, korzystając także ze wsparcia Adama Naruszewicza (pomieszkiwał wówczas w pojezuickim budynku przy ul. Brzozowej). Był także związany z dworem Adama Kazimierza Czartoryskiego, prawdopodobnie przez jakiś czas pełnił nawet funkcję osobistego sekretarza księcia Czartoryskiego. Około roku 1778 poślubił aktorkę o imieniu Katarzyna, a rok później owdowiał. W roku 1778 został zauważony przez Komisję Edukacji Narodowej i króla, dzięki swemu przekładowi Dzieł... C. de Saint-Réala, które zostały zakwalifikowane do czytania w szkołach podległych Komisji. W sierpniu 1780 Stanisław August Poniatowski nagrodził Zabłockiego medalem "Merentibus" i 100 dukatami (wypłaconymi dopiero 8 lutego 1781) za komedię Zabobonnik. Jej fragmenty czytał królowi na obiedzie czwartkowym (stałym bywalcem tych obiadów stał się jednak dopiero po roku 1783). Przez niemal 7 lat współpracował regularnie z Teatrem Narodowym (1781-1783, 1785-1788: otrzymywał comiesięczną gażę za przygotowanie kilku komedii rocznie). Dnia 11 września 1783 mianowany (na miejsce ks. Stefana Rousselu) członkiem Towarzystwa do Ksiąg Elementarnych. W roku 1784, przez kilka miesięcy zastępował sekretarza Towarzystwa, a 4 lata później (26 kwietnia 1788) został już faktycznym sekretarzem (w miejsce poważnie chorego Grzegorza Piramowicza). Za swoją wytrwałą pracę był dwukrotnie nagrodzony (1788, 1791). Aktywnie współpracował w redakcji podręczników (współautor podręcznika do nauczania fizyki), a po śmierci Franciszka Bohomolca (1784) sporządził pełny inwentarz Drukarni Nadwornej. Dnia 1 października 1787, dzięki Szkatule Królewskiej, spłacił wszystkie swe długi.
W czasie Sejmu Czteroletniego (1788-1792) był czołowym poetą-publicystą Stronnictwa Patriotycznego. W swych utworach opowiadał się za wartościami reprezentowanymi przez ten obóz. Jest też uznawany za autora wielu anonimowych paszkwili z tego okresu, które w bezprecedensowy sposób atakowały przeciwników politycznych, w szczególności Franciszka Ksawerego Branickiego. W roku 1791 (lipiec), przy wsparciu Ignacego Potockiego, został regentem kancelarii Wydziału Edukacyjnego Straży Praw. W październiku 1792, jako urzędnik Komisji złożył przysięgę na wierność konfederacji targowickiej (ze względu na bezpieczeństwo brata Antoniego, konsula Rzeczypospolitej w Chersoniu). Został desygnowany przez konfederację do zasiadania (ponownie) w Towarzystwie do Ksiąg Elementarnych. Był powstańcem insurekcji kościuszkowskiej (akces doń zgłosił wraz z bratem 19 kwietnia 1794). Już 5 dni później (24 kwietnia) został powołany do Komisji Paszportowej Rady Zastępczej Tymczasowej. Trzy tygodnie później (14 maja) otrzymał powołanie do Komisji Indagacyjnej (obie nominacje potwierdziła Rada Najwyższa Narodowa odpowiednio: 22 czerwca i 17 lipca 1794). Jednocześnie (od 13 VI do 30 X 1794), pełnił obowiązki sekretarza Wydziału Instrukcji Rady Najwyższej Narodowej, sprawując m.in. kontrolę nad ruchem wydawniczym. Brał też czynny udział w obronie Pragi. Po upadku powstania, będąc w depresji, zaprzestał działalności literackiej i wyjechał do Rzymu (lato 1795), gdzie odbył studia teologiczne został księdzem (przyjął święcenia kapłańskie). Kiedy po 2 latach (1797), za namową Adama Kazimierza Czartoryskiego, wrócił do kraju, przyjął (1798) posadę proboszcza (po Józefie Koblańskim) w Górze-Jaroszynie koło Puław, a w roku 1800 w Końskowoli (po Grzegorzu Piramowiczu), gdzie przez wiele lat opiekował się chorym Franciszkiem Dionizym Kniaźninem. Zmarł tam 10 września 1821, w wieku 69 lat.

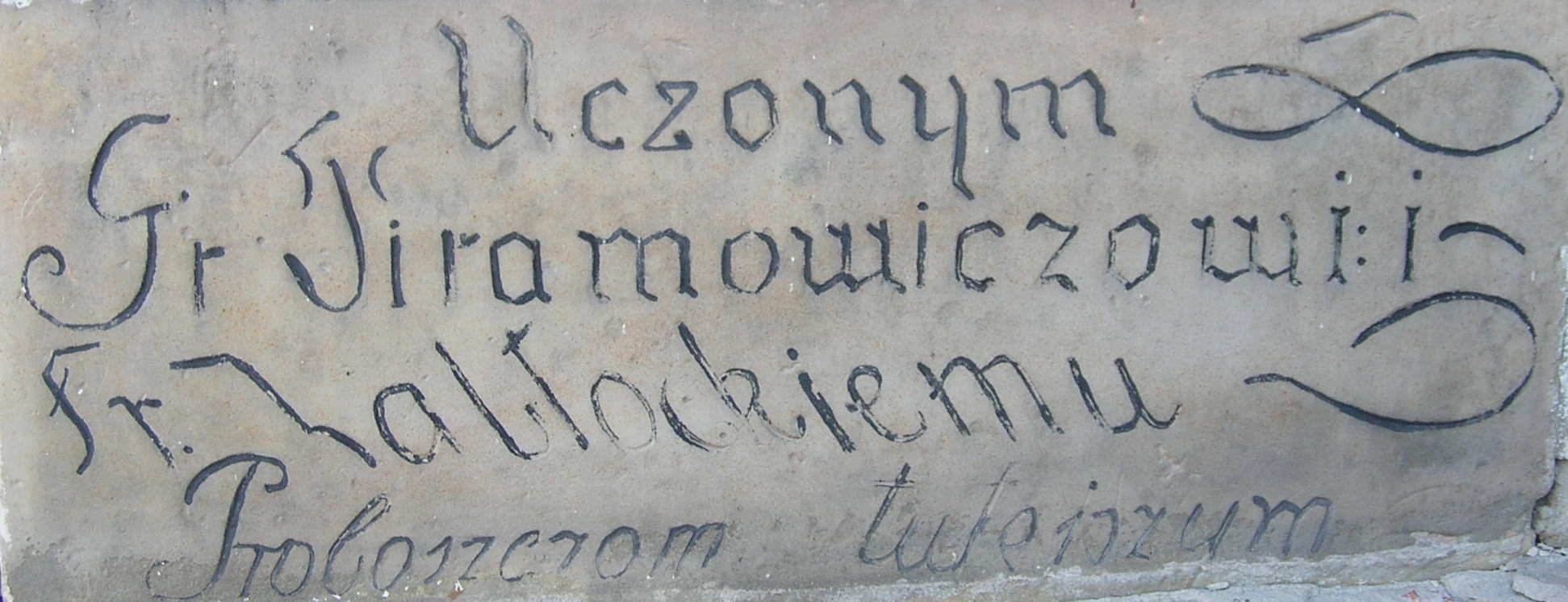
Tablica pamiątkowa ku czci Franciszka Zabłockiego i Grzegorza Piramowicza w kościele pw. Znalezienia Krzyża Św. i św. Andrzeja w Końskowoli

## Twórczość
Na dorobek twórczy Franciszka Zabłockiego składają się: wiersze okolicznościowe, ody, bajki, listy poetyckie, sielanki, satyry, poemat mitologiczny Cztery żywioły (Zabawy Przyjemne i Pożyteczne 1775 i 1777, wydanie osobne 1780).
Zabłocki położył też zasługi dla rozwoju polskiego teatru. Napisał ponad 50 komedii, z których najważniejsze to: Zabobonnik (nagrodzona przez króla Stanisława Augusta Poniatowskiego Medalem Merentibus), Sarmatyzm, Król w Kraju Rozkoszy, Pasterz szalony, Arlekin Mahomet i Fircyk w zalotach.
Tłumaczył z języków francuskiego i angielskiego: sztuki, m.in. Wesele Figara, ale też powieści (Podrzutek, czyli Historia Toma Dżona Fieldinga) i podręczniki historii czy fizyki. Zaadaptował wiele sztuk, głównie z francuskiego, tylko po dwie z niemieckiego i angielskiego. Praktycznie cała jego twórczość to inteligentne przeróbki dzieł autorów zachodnich, takich jak Romagnesi, Legrand, Lesage, Molier, Mercier, Szekspir.

### Dzieła
1. Do W. I. Mci pana Antoniego Górskiego, stolnika ziemi ciechanowskiej, przy powrocie z zagranicy od wód Trenczyńskich. Oda napisana przez najobowiązańszego sługę..., brak miejsca (około roku 1770?), wyd. następne zobacz Wydania zbiorowe poz. 3; egz. unikatowy w Bibliotece Poznańskiego Towarzystwa Przyjaciół Nauk sygn. cym. 32.337
2. Na dzień imienin Jaśnie Wielmożnego Jegomości księdza Andrzeja Młodziejowskiego, biskupa poznańskiego i warszawskiego, kanclerza wielkiego koronnego... oda[8]..., brak miejsca wydania (przed rokiem 1774?); egz. unikatowy w Bibliotece Instytutu Badań Literackich Warszawa
3. Wiersze (ody, bajki, sielanki, listy), "Zabawy Przyjemne i Pożyteczne" 1774 t. 9, cz. 1 – 1777 t. 15, cz. 2; wyd. następne: zobacz Wydania zbiorowe poz. 1, t. 6 (nie wszystkie); poz. 2, t. 2 (wybór z poz. 5); poz. 3 (wszystkie); tu m.in.: Pasterka Loas i Dafne; Kupido więzień; bajka Słowik i czyżyk; Pasterka Instynkt, albo niewinna miłość; Oda z okoliczności konsekracji X. A. Naruszewicza; Duma ubogiego literata; Oda z okoliczności imienin X. A. Czartoryskiego; Rady młodej panie dane
4. Przeszkoda nieprzewidziana. Komedia p. Destouches, akademika francuskiego, w 5 aktach, dla teatru warszawskiego przetłumaczona[9], Warszawa 1776, wyst. Warszawa 18 marca 1776, (wyd. bezimienne; autorstwo Zabłockiemu przypisali: L. A. Dmuszewski i F. S. Dmochowski), według Ph. N. Destouches: L'Obstacle imprévu, ou l'obstacle sans obstacle
5. Cztery żywioły. Poema umizgów, "Zabawy Przyjemne i Pożyteczne" 1777 t. 16, cz. 2, s. 305-339 i odb. Warszawa 1777 (z dodatkiem wierszowanej dedykacji do A. K. Czartoryskiego), wyd. następne zobacz Wydania zbiorowe poz. 3
6. Dwojakie głupstwo. Komedia w 3 aktach[10], Warszawa (VI 1780); wyd. bezimienne (tu i dalej, jeśli nie zaznaczono inaczej, autorstwo według własnoręcznego spisu Zabłockiego), według A. Bret: La Double extravagance
7. Ociec dobry. Komedia w 5 aktach p. Diderot[11], Warszawa (VII 1780), wyst. Warszawa 17 stycznia 1782; wyd. bezimienne; (według D. Diderot: Le Père de famille)
8. Balik gospodarski. Opera komiczna we 3 aktach[12], Warszawa (jesień 1780), muzyka: M. Kamieński, wyst. Warszawa 1781(?), wyd. następne: zobacz Wydania zbiorowe poz. 1, t. 1; poz. 2, t. 1; fragm. w zbiorze: Piosnki i arie z różnych operów i komedii zebrane, Warszawa 1801; dedykację przedr. B. Erzepki, zobacz Wydania zbiorowe poz. 3; fragm. aktu 1 sc. 1 przedr. L. Bernacki: Teatr, dramat i muzyka za Stanisława Augusta t. 2, Lwów 1925, s. 36-39, (według Ch. S. Favart: Le Bal bourgeois)
9. Do Jaśnie Oświeconego Książęcia Jegomości Krasickiego, biskupa warmińskiego, Warszawa 1780, wyd. następne: "Tygodnik Polski i Zagraniczny" 1818 nr 52, s. 301-304; zobacz Wydania zbiorowe poz. 3; przedr. J. Kott w: Poezja polskiego Oświecenia. Antologia, Warszawa 1954; wyd. 2 Warszawa 1956; Z. Goliński w: I. Krasicki: Monachomachia i Antymonachomachia, Wrocław (1969) "Biblioteka Narodowa" seria I, nr 197, (pierwodruk bezimienny)
10. Zabobonnik. Komedia we 3 aktach..., powst. przed VIII 1780(?), wyd. Warszawa I-II 1781 (z nazwiskiem Zabłockiego i dedykacją wierszowaną A. K. Czartoryskiemu), wyst. Warszawa 4 kwietnia 1781, wyd. następne: zobacz Wydania zbiorowe poz. 1, t. 1 (ze skreśleniami cenzury): wyd. K. J. Turowski, Sanok 1856 "Biblioteka Polska" nr 38-40 (razem z poz. 14, pt. Komedie); zobacz Wydania zbiorowe poz. 2, t. 1; wydał i oprac. B. Kąsinowski, Brody 1906 "Arcydzieła Polskich i Obcych Pisarzy" nr 43-44; Lwów (około roku 1913) "Biblioteka Powszechna" 971-972; Warszawa 1955 Biblioteka Świetlicowa "Czytelnika" (uwagi inscenizacyjne oprac. G. Lipszyc, projekty dekoracji i kostiumów K. Nowicki); fragm. aktu 1 scena 1 przedr. L. Bernacki jak wyżej poz. 8, s. 121-124; niektóre warianty tekstu podał B. Kąsinowski, "Pamiętnik Literacki" rocznik 4, 1905, (według J. A. Romagnesi: Le Superstitieux)
11. Szczyry niegrzecznie. Komedia w 4 aktach, nieukończona, fragm. aktu 1 scena 1 dat. 1780 w rękopisie Biblioteki Czartoryskich sygn. 2483 (brulion-autograf); wyd. B. Erzepki, zobacz Wydania zbiorowe poz. 3; wyd. następne ogł. J. Pawłowiczowa jak wyżej poz. 10, (tytuł pierwotny: Szczerość niegrzeczna)
12. Tradycja dowcipem załatwiona. Komedioopera. Muzyka: M. Kamieński, wyst. Warszawa 1780 (według Dmuszewskiego) lub 1789 (według spisu autora), rękopis z partyturą muzyczną w Archiwum Towarzystwa Muzycznego Warszawa; odpis L. Bernackiego w Ossolineum sygn. 7069/I
13. Oddalenie się z Warszawy literata. (Wiersz satyryczny), powst. IV 1781 (według A. Jendrysika, poprzednio: 1783), "Nowy Pamiętnik Warszawski" t. 6 (1802), wyd. następne: zobacz Wydania zbiorowe poz. 1, t. 5; poz. 2, t. 2; z rękopisu Biblioteki PAN Kraków pt. Odjazd z Warszawy literata ogł. K. Estreicher w: T. K. Węgierski: Pisma wierszem i prozą, Lwów 1882 "Biblioteka Klasyków Polskich" nr 6; zobacz Wydania zbiorowe poz. 3; przedr. J. Kott jak wyżej poz. 9 (z autografu Ossolineum); autograf: Ossolineum sygn. 691/I, kopia z poprawkami A. K. Czartoryskiego w Bibliotece Czartoryskich sygn. 3956
14. Fircyk w zalotach. Komedia we 3 aktach, wyst. Warszawa 16 czerwca 1781, wyd. Warszawa VII 1781 (z wierszem dedykowanym Stanisławowi Augustowi); także (wyd. 2?) Warszawa 1781 (egz. Ossolineum sygn. XVIII-11485-II); wyd. następne: Wilno 1820 (nakł. A. Żółkowskiego, tekst według wyd. 2); przygot. F. S. Dmochowski, zobacz Wydania zbiorowe poz. 1, t. 2 (tekst jak wyżej); wyd. K. J. Turowski, Sanok 1856 "Biblioteka Polska" nr 38-40 (tekst według wyd. Żółkowskiego; wraz z poz. 10 jak wyżej); zobacz Wydania zbiorowe poz. 2, t. 1 (tekst według wyd. Dmochowskiego); Lwów (1883) "Biblioteka Mrówki" nr 178 (tekst jak wyżej); Lwów-Złoczów (1905) "Biblioteka Powszechna" nr 534 (tekst jak wyżej), także Lwów-Złoczów (1927); oprac. B. Kąsinowski, Brody (1907) "Arcydzieła Polskich i Obcych Pisarzy" nr 58 (tekst według wyd. 2); wyd. J. Michalski, Warszawa 1908 "Wybór Najcelniejszy Pisarzów Polskich i Obcych" (tekst według wyd. Dmochowskiego); oprac. J. Pogonowski, Lwów 1921 "Biblioteka Arcydzieł Klasycznych" nr 27-28 (tekst według wyd. Kąsinowskiego); oprac. S. Vrtel-Wierczyński, Warszawa (1924) "Biblioteka Polska" nr 101 (tekst według wyd. 1), także Warszawa (1930); ze wstępem E. Marwickiego, Łódź (1932) "Biblioteka Klasyków Polskich"' 'nr 26 (tekst według wyd. Wierczyńskiego); oprac. K. Czachowski, wstęp J. Z. Jakubowskiego, (według J. A. Romagnesi: Le Petit-maître amoureux)
15. Dziewczyna sędzią. Komedia we 3 aktach[13] przez F*** Z***, Warszawa VI 1781; także wyd. tytułowe Warszawa 1781 (... przez Fr. Zabłockiego), wyst. Warszawa 12 października 1783; fragm. aktu 1, scena 1 przedr. L. Bernacki jak wyżej poz. 8, s. 58-60; inny tytuł: Dziewczyna sędzią, czyli żona w kości wygrana, (według J. A. Romagnesi: La Fille arbitre)
16. Gamrat, albo ukaranie mężów. Komedia we 3 aktach, rozpoczęta: VI 1781, wyst. Warszawa 30 czerwca 1785; wyd. zobacz Wydania zbiorowe poz. 1 t. 4 (pt. Mężowie poprawieni przez swoje żony), wyd. następne zobacz Wydania zbiorowe poz. 2, t. 2; fragm. aktu 1: sceny 1-2 przedr. L. Bernacki jak wyżej poz. 8, s. 68-75; brulion-autograf Biblioteki Czartoryskich sygn. 2483 ogł. J. Pawłowiczowa jak wyżej poz. 10; czystopis-autograf w Bibliotece Czartoryskich sygn. 2491; autograf Biblioteki Narodowej z Cesarskiej Publ. Bibl. Petersburg i odpis z Bibkioteki Zamoyskich – zniszczony w roku 1944, (według N. Hauteroche: Les Apparences trompeuses, ou les maris infidèles)
17. Doktor lubelski. Komedia we 3 aktach, z francuskiego przerobiona i na teatrze warszawskim reprezentowana[14] (14 lipca 1781), Warszawa 1781, wyd. następne: zobacz Wydania zbiorowe poz. 1, t. 2; poz. 2, t. 1; fragm. aktu 1 scena 1 przedr. L. Bernacki jak wyżej poz. 8, s. 42-45, (pierwodruk bezimienny; według N. Hauteroche: Crispin médecin)
18. Przywidzenia punktu honoru. Komedia w trzech aktach, na teatrze warszawskim reprezentowana (11 sierpnia 1781)[15], Warszawa III 1782; fragm. aktu 1 scena 1 przedr. L. Bernacki jak wyżej poz. 8, s. 101-102, (pierwodruk bezimienny; według A. R. Lesage: Le Point d'honneur – przeróbka z F. de Rojas: No ay amigo par amigo)
19. Filozof żonaty. Komedia w 5 aktach p. Nericault Destouches, Warszawa IX 1781, wyst. Warszawa 30 grudnia 1781, (wyd. bezimienne; według Ph. Nericault Destouches: Le Philosophe marié, ou le mari honteux de l'être)
20. Gdyracz. Komedia w 3 aktach, na teatrze warszawskim reprezentowana, Warszawa IX 1781, (wyd. bezimienne; według D. Brueys, J. Palaprat: Le Grondeur)
21. Żądanie nieprzewidziane. Komedia w 3 aktach[16], Warszawa III 1782, wyst. Warszawa 1782 (pt. Balik na kredyt; w 1783 pt. Żądanie nieprzewidziane, czyli balik na kredyt), (wyd. bezimienne; według L. S. Mercier: La Demande imprévue)
22. Doktor z musu. Komedia we 3 aktach, na teatrze warszawskim reprezentowana[17] (1782), Warszawa 1782, (wyd. bezimienne; według Molière: Le Médecin malgré lui)
23. Samochwał, albo amant wilkołak. Komedia we 4 aktach, na teatrze warszawskim reprezentowana[18] (1782?), Warszawa 1782, (wyd. bezimienne; według J. Collot d'Herbois: L'Amant loup-garou, ou M. Rodomont – przeróbka z W. Shakespeare: Merry Wives of Windsor)
24. Amfitrio. Komedia we 3 aktach, z Moliera przez...[19], wyst. Warszawa 1782, wyd. Warszawa VII 1783, wyd. następne: zobacz Wydania zbiorowe poz. 1, t. 6; poz. 2, t. 2; (według Molière: Amphitrion)
25. Żółta szlafmyca, albo kolęda na Nowy Rok. Opera w 3 aktach przez..., Warszawa wiosna 1783, muzyka: Gaetano (K. Majer), wyst. Warszawa 1783; 1 maja 1788 (z muz. Ertiniego); wyd. następne: Wilno 1812 (nakładem A. Żółkowskiego); Wilno 1820; zobacz Wydania zbiorowe poz. 1, t. 1; poz. 2, t. 1; fragm. aktu 1 sceny 1-2 przedr. L. Bernacki jak wyżej poz. 8, s. 75-80; autograf-brulion: Biblioteka Uniwersytetu Warszawskiego sygn. 204 (dawniej: 4 7/4); inny tytuł: Kolęda, (według: P. A. A. Piis, P. Y. Barré: Les Étrennes de Mercure, ou le bonnet magique).
26. Sarmatyzm. Komedia w 5 aktach, powst. 1784 (red. 1), wyst. Warszawa 19 czerwca 1785, wyd. Wilno 1820 (red. 2 z roku 1785; nakładem A. Żółkowskiego); wyd. następne: zobacz Wydania zbiorowe poz. 1, t. 3; poz. 2, t. 1; Lwów (1905) "Biblioteka Powszechna" nr 501; oprac. H. Galle, Warszawa 1909 "Wybór Pisarzów Polskich dla Domu i Szkoły" nr 17, także Warszawa 1914; oprac. P. Lewiczewski, Tarnów 1925; oprac. W. Hahn, Lwów 1926 "Nasza Biblioteka nr 11; oprac. krytyczne według autografu z roku 1820 L. Bernacki, Kraków (1928) "Biblioteka Narodowa" seria I, nr 115, także wyd. 2 uzup. T. Mikulski, Wrocław (1951), także wyd. 3 Wrocław (1954); oprac. J. Ster, Łódź 1930 "Biblioteka Klasyków Polskich" nr 19; Łódź 1938; Kraków 1945 "Biblioteka Arcydzieł Literatury Polskiej"; oprac. P. Lewiczewski, Kraków 1947; oprac. K. Czachowski, wstęp Z. Libery, Warszawa 1947 "Biblioteka Pisarzy Polskich i Obcych" nr 10, także wyd. 2 Warszawa 1948, także wyd. 3 przejrzane i popr. Warszawa 1951; oprac. R. Taborski, Warszawa 1953 (z Małą kroniką życia i twórczości F. Zabłockiego przez R. T. i Sarmatyzmem na scenie przez S. Dąbrowskiego); fragm. aktu 1 sceny 1-2 przedr. L. Bernacki jak wyżej poz. 8, s. 104-112; z istniejących 3 wersji w autografach zachowany jest jedynie autograf Biblioteki Czartoryskich sygn. 2489 (red. 2 z roku 1785, z odmianami wcześniejszymi w przypisach); autografy Biblioteki Narodowej z Cesarskiej Publ. Bibl. Petersb. i Biblioteki Zamoyskich sygn. 208 (dat. 1784) – zniszczone w roku 1944, (według N. Hauteroche: Les Nobles de province)
27. Sierota. Komedia w 5 aktach, wyst. Warszawa 8 września 1785, tekst (zdefektowany) w rękopisie Biblioteki Teatrów Warszawskich sygn. 381, fragm. (akty 3-4) w rękopisie Biblioteki Zamoyskich sygn. 770, fragm. aktu 1 scena 1 ogł. L. Bernacki jak wyżej poz. 8, s. 112-114, (według Fiqet de Bocage: Orpheline – przeróbka z S. Centlivre: A Bold Stroke for a Wife)
28. Małżonkowie pojednani, czyli przesąd modny. Komedia w 5 aktach, z francuskiego p. de La Chaussée wolne tłumaczenie, wyst. Warszawa 4 listopada 1785, wyd. zobacz Wydania zbiorowe poz. 1, t. 4; wyd. następne zobacz Wydania zbiorowe poz. 2, t. 2; autograf: Biblioteka Czartoryskich sygn. 1966, autografy: Biblioteka Teatrów Warszawskich sygn. 224 i Biblioteka Narodowa z Cesarskiej Publ. Bibl. Petersb. – zniszczone w roku 1944, (inny tytuł: Pojednani małżonkowie; według P. C. de La Chaussée: Le Préjugé à la mode)
29. Arlekin Mahomet, albo taradajka latająca. Drama śmieszno-płaczliwo-filozofo-sowizdrzalskie w 4 aktach przez... dla teatru warszawskiego napisane r. 1785, wyst. Warszawa 1786, rękopis: Biblioteka Towarzystwa Poznańskiego Przyjaciół Nauk sygn. 123; rękopis: Biblioteka Teatrów Warszawskich sygn. 1282 – zniszczony w roku 1944; fragm. aktu 1 scena 1 ogł. L. Bernacki jak wyżej poz. 8, s. 35-36, (według J. F. Cailhava: Arlequin Mahomet, ou le cabriolet volant)
30. Medea. Melodrama z muzyką, powst. około roku 1785, muzyka: G. Benda, rękopisy (kopie): Biblioteka Narodowa (BOZ sygn. 1000, pt. Medea i Jazon , melodrama z muzyką sławnego p. Bendy) i Ossolineum sygn. 7069/I (odpis L. Bernackiego), fragm. z aktu 1 scena 1 ogł. L. Bernacki jak wyżej poz. 8, s. 87-89, (według F. W. Gotter: Medea – przeróbka z P. Corneille: Médée. Tragédie)
31. Garbaci. Komedia, wyst. Warszawa 10 lipca 1785, (inne tytuły: Ukarani garbaci; Ukochani garbaci; prawdopodobnie według L. Carmontelle: Les Bossus. Comédie en 1 acte)
32. Człowiek dobrze myślący. Komedia w 5 aktach, wyst. Warszawa 17 kwietnia 1786, rękopis w Bibliotece Teatrów Warszawskich sygn. 362; fragm. zachowany w rękopisie Ossolineum sygn. 7069/I (odpis L. Bernackiego), fragm. aktu 1 scena 1 ogł. L. Bernacki jak wyżej poz. 8, s. 39-41, (według M. J. Sedaine: Le Philosophe sans le savoir)
33. Soliman II, albo trzy sułtanki. Komedia w 3 aktach, wyst. Warszawa 7 maja 1786, rękopis w Bibliotece Teatrów Warszawskich sygn. 417 i w Bibliotece Zamoyskich sygn. 757, fragm. aktu 1 scena 1 ogł. L. Bernacki jak wyżej poz. 8, s. 114-119, (autorstwo Zabłockiego według L. A. Dmuszewskiego, I. Werowskiego i F. S. Dmochowskiego. Według Ch. S. Favart: Soliman II, ou les trois sultanes)
34. Zdrajca ukarany. Komedia w 5 aktach, wyst. Warszawa 8 lipca 1786, rękopis w Bibliotece Zamoyskich sygn. 779; fragm. odpisane zachowane w rękopisie Ossolineum sygn. 7069/I (odpisy L. Bernackiego), fragm. aktu 1 scena 2 ogł. L. Bernacki jak wyżej poz. 8, s. 124-128, (autorstwo Zabłockiego według L. A. Dmuszewskiego, I. Werowskiego i F. S. Dmochowskiego. Według A. R. Lesage: Le Traître puni – przeróbka z F. de Rojas: La Traicion busca el castigo)
35. Kompania dobrana bez subiekcji. Komedia w 2 aktach, przełożona z niemieckiego, powst. 1786, fragm. autografu w Bibliotece Zamoyskich sygn. 770; odpis zachowany w Ossolineum sygn. 7069/I (odpis L. Bernackiego), fragm. z aktu 1 sceny 1-2 ogł. L. Bernacki jak wyżej poz. 8, s. 80-82
36. Powtórne zakochanie się. Komedia, powst. 1786, wyst. Warszawa 1786, (prawdopodobnie według P. Marivaux: Le Double inconstance)
37. Figaro. Komedia w 5 aktach, powst. przed XI 1786, wyst. Warszawa 12 grudnia 1787, (według P.A.C. de Beaumarchais: La Folle journée, ou le mariage de Figaro)
38. Przysięgi miłosne. Komedia, powst. około 1786/1787, (prawdopodobnie według P. Marivaux: Les Serments indiscrets)
39. Król w Kraju Rozkoszy. Komedia zapustna w 3 aktach według Legranda. Muzyka: J. Stefani, wyst. Warszawa 3 lutego 1787; z autografu Biblioteki Czartoryskich sygn. 2496 ogł. J. Jackl, "Dialog" 1960 nr 6; fragm. aktu 1 scena 2 z tego źródła ogł. L. Bernacki jak wyżej poz. 8, s. 80-82; wcześniejsza wersja tektu w autografie Biblioteki Zamoyskich sygn. 754; fragm. zachowane w publikacjach: P. Chmielowski: F. Zabłocki, "Echo Muzyczne i Teatr" 1889 nr 321; przedr. w: Nasza literatura dramatyczna, Petersburg 1898; M. Gawalewicz: O autorze Fircyk w zalotach, "Tygodnik Ilustrowany" 1890 t. 2 i w wyd. osobnym pt. F. Zabłocki, Kraków 1894, (według M. A. Legrand: Le Roi de Cocagne)
40. Matka konfidentka. Komedia w 3 aktach, wyst. Warszawa 6 maja 1787, (prawdopodobnie według P. Marivaux: Le Mère confidente)
41. Wielkie rzeczy, i cóż mi to wadzi! Komedia we 2 aktach, wyst. Warszawa 3 czerwca 1787, wyd. zobacz Wydania zbiorowe poz. 1, t. 3; wyd. następne: zobacz Wydania zbiorowe poz. 2, t. 2; rękopis: Biblioteka Zamoyskich sygn. 750 zniszczony w roku 1944; w rękopisie Ossolineum sygn. 10849/I odpis z druku (z roku 1877); według F. Bentkowskiego (Historia literatury polskiej t. 1, Warszawa 1814, s. 577): przekł. z francuskiego
42. Fat ukarany. Komedia, powst. około roku 1787, (prawdopodobnie według A. Pont-de-Vesle: Le Fat puni.
43. Pigmalion i Galatea, czyli obraz kobiet. Komedia w 3 aktach, wyst. Warszawa 25 listopada 1787, rękopisy w Bibliotece Teatrów Warszawskich sygn. 339 i w Bibliotece Zamoyskich sygn. 776 (odpis z poprawkami Zabłockiego), stąd odpisy fragm. zachowane w rękopisie Ossolineum sygn. 7069/I (odpisy L. Bernackiego), fragm. aktu 1 scena 1 ogł. L. Bernacki jak wyżej poz. 8, s. 93-97, (według J. A. Romagnesi: Pigmalion)
44. Rozsądny z miłości. Komedia, wyst. Warszawa 30 listopada 1787, (pierwotnie przypisywana także T. Truskolawskiemu; autorstwo Zabłockiego potwierdza jego spis)
45. Lucylla. Komedia w 1 akcie z ariami. Muzyka: A. E. M. Grétry, wyst. Warszawa 22 grudnia 1787, autograf w Bibliotece Narodowej (BOZ sygn. 996, dat. 1787); odpis fragm. w Ossolineum sygn. 7069/I (odpis L. Bernackiego), fragm. sceny 1 ogł. L. Bernacki jak wyżej poz. 8, s. 85-86, (według J. F. Marmontel: Lucile)
46. Szkoła panien, czyli nocne rendez-vous. Komedia w 5 aktach, powst. około roku 1788, wyst. (wznowiona?) Warszawa 1799(?), 30 maja 1806; rękopis w Bibliotece Teatrów Warszawskich sygn. 338, fragm. aktu 1 scena 1 ogł. L. Bernacki jak wyżej poz. 8, s. 89-90, (inne tytuły: Nocne rendez-vous; Niewiniątka warszawskie; według J. F. Jünger: Der Revers)
47. Żona zazdrosna. Komedia w 5 aktach, wyst. Warszawa 7 maja 1788, rękopis dat. 1788 w Bibliotece Zamoyskich sygn. 771, fragm. aktu 1 scena 1 ogł. L. Bernacki jak wyżej poz. 8, s. 129-130, (autorstwo Zabłockiego według L. A. Dmuszewskiego, I. Werowskiego i F. S. Dmochowskiego; według P. Desforges: La Femme jalouse)
48. Piękna Arsena, czyli triumf miłości. Komedia z ariami w 4 aktach tłumaczona z francuskiego. Muzyka: P. A. Monsigny, wyst. Warszawa 7 października 1788, rękopis dat. 1788 w Bibliotece Narodowej (BOZ sygn. 1034); odpisy fragm. w Ossolineum sygn. 7069/I (odpisy l. Bernackiego), fragm. aktu 1 scena 1 ogł. L. Bernacki jak wyżej poz. 8, s. 91-92, (autorstwo Zabłockiego według L. A. Dmuszewskiego, I. Werowskiego i F. S. Dmochowskiego; według Ch. S. Favart: La Belle Arsène – przeróbka z Voltaire: La Bégueule)
49. Szkoła ojców. Komedia w 5 aktach, wyst. Warszawa 8 listopada 1788, autograf dat. 1788 w Bibliotece Narodowej (BOZ sygn. 994); odpisy fragm. w Ossolineum sygn. 7069/I (odpisy l. Bernackiego), fragm. aktu 1 scena 1 ogł. L. Bernacki jak wyżej poz. 8, s. 119-120, (według A. Pieyre: L'École des pères)
50. Wychowanka. Komedia, wyst. Warszawa 25 listopada 1788, (prawdopodobnie według Ch. B. Fagan: La Pupille)
51. Dzień klamstwa. Komedia w 5 aktach, wyst. Warszawa 26 grudnia 1788, autograf w Bibliotece Narodowej (BOZ sygn. 995); odpisy fragm. w Ossolineum sygn. 7069/I (odpisy l. Bernackiego), fragm. aktu 1 scena 1 ogł. L. Bernacki jak wyżej poz. 8, s. 49-58, (w autografie skreślony tytuł: Zalotność umizgów, czyli konkurencja do Ireny; według Ph. N. Destouches: Archimenteur, ou le vieux fou dupé)
52. Wyniosłość i niewinność. Komedia, powst. około roku 1788
53. Człowiek osobliwszy. Komedia, powst. około roku 1788, (prawdopodobnie według Ph. N. Destouches: L’Homme singulier)
54. Sługa wspaniała. Komedia, powst. około roku 1788, (prawdopodobnie według Ch. Sablier: La Suivante généreuse – przeróbka z C. Goldoni: La Serva amorosa)
55. Pan ze sługą konkurent. Komedia, powst. około roku 1788, (jest to ostatnia poz. w spisie Zabłockiego; prawdopodobnie według A. R. Lesage: Crispin rival de son maître)
56. Satyry, pamflety, paszkwile oraz inne wiersze i pisma polityczne z okresu Sejmu Czteroletniego 1788-1791, rozpowszechniane anonim. w odpisach i drukach(?). Przypisuje się mu autorstwo następujących utworów i grup utworów: Pamięć Suchorzewskiego w potomności (Król Jagiełło zbił Krzyżaki...); Przekleństwo narodu; Ma pan rozum; Do sądu sejmowego; Joannes Sarcasmus; Do ks. Czartoryskiego, posła województwa lubelskiego, mówiącego za wolnością druku; Do fiakrów; Do pewnego ministra; Do nowego sztabu; Do króla i narodu; Tryumwirat; 29 wierszy (wybranych) z rękopisu Ossolineum sygn. 1633/I; 60 wierszy, pt. Wiersze polityczne z lat 1788-1791; Do JMci pana Wojciecha Turskiego... delatora w sprawie księcia Ponińskiego... (Gdy się w ciało śmiertelna zakradła gangrena...); Satyry; Do JW. Suchorzewskiego, posła kaliskiego (Mości panie kaliski! Wiadomość się szerzy...); Myśli nawiasowe Polaka lewą ręką pisane
57. Zoe, czyli skutki ambicji i miłości. Drama w 3 aktach, wyst. Warszawa 27 lutego 1791, rękopis w Bibliotece Zamoyskich sygn. 1008, zniszczony w roku 1944, fragmenty ogł. L. Bernacki jak wyżej poz. 8, s. 128-130, (autorstwo Zabłockiego według L. A. Dmuszewskiego, I. Werowskiego i F. S. Dmochowskiego; według L. S. Mercier: Zoe)
58. Kuplety do baletu Kleopatra (do sceny 5), wyst. Warszawa, Teatr w Łazienkach, 7 września 1791, z autografu Biblioteki Czartoryskich sygn. 938 ogł. L. Bernacki jak wyżej poz. 8, t. 1, s. 470-471
59. Przypadki zalotnicze. Komedia w 3 aktach, wyst. Warszawa 2 października 1791, autograf w Bibliotece Zamoyskich sygn. 798, zniszczony w roku 1944; odpis fragm. w rękopisie Ossolineum sygn. 7069/I (odpis L. Bernackiego), fragmenty ogł. L. Bernacki jak wyżej poz. 8, s. 97-100
60. Rokoszanie, czyli książę Montmouth, królewicz angielski. Drama historyczne w 3 aktach z francuskiego przełożone, wyst. Warszawa 17 stycznia 1792, rękopis w Bibliotece Teatrów Warszawskich sygn. 1336, fragm. aktu 1 scena 1 ogł. L. Bernacki jak wyżej poz. 8, s. 102-104, (autorstwo Zabłockiego według L. A. Dmuszewskiego, I. Werowskiego i F. S. Dmochowskiego; według N. M. Bodard de Tazay: Le Duc de Montmouth)
61. Drzewo zaczarowane. Opera komiczna we 2 aktach. Muzyka: J. Stefani, wyst. Warszawa 17 kwietnia 1796, rękopis: Biblioteka Narodowa  (BOZ sygn. 982); odpis Ossolineum sygn. 7069/I (odpis L. Bernackiego), fragmenty ogł. w: Rozrywka w smutku, czyli piosnki i arie..., Warszawa 1796; L. Bernacki jak wyżej poz. 8, s. 45-48: fragm. aktu 1 scena 1, (autorstwo Zabłockiego według L. A. Dmuszewskiego, I. Werowskiego i F. S. Dmochowskiego; według P. L. Moline: L'Arbre enchanté)
62. Sowizdrzał, rycerz z przypadku. Komedia w 5 aktach, wyst. Warszawa 1796, rękopis w Bibliotece Teatrów Warszawskich sygn. 180, zniszczony w roku 1944; akty 1-2 zachowane w Bibliotece Towarzystwa Poznańskiego Przyjaciół Nauk sygn. 77; fragmenty ogł. W. Hahn, "Pamiętnik Literacki" rocznik 10 (1911), s. 32-49, (autorstwo Zabłockiego według L. A. Dmuszewskiego, I. Werowskiego i F. S. Dmochowskiego; według Th. Corneille: Le Geôlier de-soi-même, ou Jodelet prince – przeróbki z P. Calderona)
63. Pasterz szalony. Komedia pasterska w 5 aktach. Wolne przełożenie z Tomasza Kornela, wyd. zobacz Wydania zbiorowe poz. 1, t. 5; wyd. następne zobacz Wydania zbiorowe poz. 2, t. 2; fragmenty ogł. W. Hahn, "Pamiętnik Literacki" rocznik 10 (1911), s. 49 i następne; autograf: Biblioteka Czartoryskich sygn. 2492, (według Th. Corneille: Le Berger extravagant).

Ponadto jego wiersz Do Ignacego ogł. "Pamiętnik Warszawski" t. 4 (1823), s. 237-243; Epigram ogł. F. Morawski w: Kilka słów do historii napisów w Polsce w: Pisma zbiorowe wierszem i prozą t. 4, Poznań 1882, s. 147; wierszyk Czerstwe zdrowie dat. 1 stycznia 1821, ogł. S. Kossowski, "Pamiętnik Literacki" rocznik 4 (1905), s. 325.
Niektóre wiersze Zabłockiego przedrukowały liczne antologie i wypisy.
Własnoręczny bibliograficzny spis komedii pozostawił Zabłocki w rękopisie Biblioteki Czartoryskich sygn. 2483, ogł. B. Kąsinowski, "Pamiętnik Literacki" rocznik 4 (1905); ogł. z poprawkami L. Bernacki, "Pamiętnik Literacki" rocznik 6 (1907) oraz przedr. w: Teatr, dramat i muzyka... jak wyżej poz. 8, t. 2, s. 25-26. Równocześnie ogł. Bernacki spis komedii Zabłockiego sporządzony przez I. Werowskiego (z rękopisu Biblioteki Jagiellońskiej sygn. 3611), spis sporządzony przez F. S. Dmochowskiego (w Wydaniach zbiorowych poz. 1, t. 1), spis z "Rocznika Teatru Narodowego Warszawskiego 1813-1814" sporządzony przez L. A. Dmuszewskiego, spis K. Estreichera (wyciągnięty z Bibliografii polskiej t. 1, 1870, s. 338-411), ponadto ułożony na podst. wspomnianych źródeł własny Krytyczny spis komedii F. Zabłockiego (s. 31-33). Spis komedii z autografu Biblioteki Czartoryskich ogł. także J. Pawłowiczowa jak wyżej poz. 10.

### Przekłady
1. (M. de Scudéry): Piękność, rozum i cnota. Z francuskiego tłumaczył..., "Zabawy Przyjemne i Pożyteczne" 1774 t. 9, cz. 1, s. 29-30; wyd. następne: zobacz Wydania zbiorowe poz. 1 t. 6, poz. 3
2. (I. de Benserade): Bajki. I-V, "Zabawy Przyjemne i Pożyteczne" 1774 t. 9, cz. 1, s. 30-32; wyd. następne: zobacz Wydania zbiorowe poz. 3
3. Molière: Misantrop. Akt 1 sc. 4, "Zabawy Przyjemne i Pożyteczne" 1774 t. 9, cz. 1, s. 32-33; wyd. następne: zobacz Wydania zbiorowe poz. 3
4. Fryderyk II król pruski: List XIII... do swojej siostry de Bareith o używaniu fortuny, z francuskiego tłomaczenie..., "Zabawy Przyjemne i Pożyteczne" 1774 t. 9, cz. 1, s. 103-118; Oda... do Mopercjusza. Życie jest snem. Tłomaczenia..., "Zabawy Przyjemne i Pożyteczne" 1774 t. 9, cz. 2, s. 303-312; Pochlebstwo. Oda... przetł. ..., "Zabawy Przyjemne i Pożyteczne" 1774 t. 10, cz. 1, s. 155-163; wyd. następne: zobacz Wydania zbiorowe poz. 1 t. 6, poz. 3
5. Q. Horatius Flaccus: Ody 1, 7-13 z ks. IV w: Pieśni wszystkie Horacjusza przekładania różnych t. 2, Warszawa 1773 (lub 15 marca 1775), także wyd. 2 Warszawa 1819; wyd. następne: Wybór pieśni, listów i satyr Horacjusza, Wilno 1817 (oda 7, 10); zobacz Wydania zbiorowe poz. 3 (wszystkie); pierwodruk pieśni 1 – "Zabawy Przyjemne i Pożyteczne" 1774 t. 10, cz. 2, s. 249-252; przedr. zobacz Wydania zbiorowe poz. 1 t. 6
6. J. Vernet: Rozmowy sokratyczne w różnych materiach politycznych i moralnych, z francuskiego przetłumaczone od j. p. ..., Warszawa 1775; Rozmowę o zmyśleniu przedr. I. Szydłowski: Przykłady stylu polskiego t. 1, Wilno 1827, s. 108-113, (dedykowane K. A. A. Czartoryskiemu)
7. C. de Saint-Réal: Dzieła..., t. 1-3, Warszawa 1778[20][21][22][23][24]
8. J. M. Hube: Fizyka dla szkół narodowych cz. 2. Fizyka partykularna. Czytana przez Towarzystwo do Ksiąg Elementarnych 1790-1792; przekł. nieukończony, (cz. 1, wyd. Kraków 1792, tłum.: A. Kukiel, J. Koc, F. Szopowicz)
9. H. Fielding: Podrzutek, czyli historia Tom Dżona. Tłumaczona z Dzieł angielskich pana...[25][26][27][28] t. 1-4, Warszawa 1793, (tłumacz podpisany w przypisie do Krótkiego uwiadomienia w t. 1[29]; przełożono z francuskiego przekł. P.A. de La Place’a: Histoire de Tom Jones... par M. D. L. P.).

Ponadto ogł. w "Zabawach Przyjemnych i Pożytecznych kilka jego przekł. z francuskiego, wcześniej źródłowo niezidentyfikowanych (1774: t. 9, cz. 1, s. 34-48; cz. 2, s. 342-358; t. 10, cz. 2, s. 390-403; przedr. Wydania zbiorowe poz. 3).

### Wydania zbiorowe
1. Dzieła... Wydane przez F. S. Dmochowskiego t. 1-6, Warszawa 1829-1830 "Biblioteka Narodowa" oddz. III-VI (t. 8-13); zawartość t. 1 (1829): F. S. Dmochowski: Wiadomość o życiu i pismach F. Zabłockiego; Ważniejsze dzieła poz. 8, 10 (z dedykacją) – t. 2 (1829): Ważniejsze dzieła poz. 14 (z dedykacją), 17, 25 – t. 3 (1829): Ważniejsze dzieła poz. 26, 41 – t. 4 (1830): Ważniejsze dzieła poz. 16, 28 – t. 5 (1830): Ważniejsze dzieła poz. 13, 63; Różne wiersze: Spacer nocny po Warszawie, Do Ignacego – t. 6 (1830): F. S. Dmochowski: Wiadomość o życiu i pismach F. Zabłockiego; Ważniejsze dzieła poz. 3, 24; Przekłady poz. 1, 4-5; Wydawca korzystał m.in. z rękopisów Zabłockiego w Bibliotece Puławskiej (zachowanych w Bibliotece Czartoryskich) oraz z rękopisów teatralnych
2. Dzieła... t. 1-2 (wyd. P. Chmielowski, nakł. S. Lewentala), Warszawa 1877 "Biblioteka Najcelniejszych Utworów Literatury Europejskiej. Literatura Polska"; zawartość t. 1: (P. Chmielowski): F. Zabłocki; Ważniejsze dzieła poz. 8, 10, 14, 17, 25-26 – t. 2: Ważniejsze dzieła poz. 16, 24, 28, 41, 63; Różne wiersze, (teksty według wyd. F. S. Dmochowskiego)
3. Pisma..., zebrał i wyd. B. Erzepki, Poznań 1903; zawartość: (B. Erzepki): Słowo wstępne; Ody (Ważniejsze dzieła poz. 1, 3, 8-10, 14); Pasterki (Ważniejsze dzieła poz. 3); Satyry (Ważniejsze dzieła poz. 3, 13); Wiersze rozmaite (Ważniejsze dzieła poz. 3; Przekłady poz. 2; Wydania zbiorowe poz. 1, t. 5; Epigram według publikacji F. Morawskiego); Ważniejsze dzieła poz. 5; Wiersze polityczne 1788-1791 (Ważniejsze dzieła poz. 56); Przekłady i naśladowania (Przekłady poz. 1, 4-5); Urywki różnych komedii (Ważniejsze dzieła poz. 10-11; Przekłady poz. 3); Proza (Ważniejsze dzieła poz. 56); Dodatki (Ważniejsze dzieła poz. 56).

### Listy i materiały
1. Do ks. Mikoszewskiego, rektora szkół żytomierskich, 6 urzędowych listów z roku 1775, autografy w Lw. Państw. Nauk. Bibl. (Archiwum Luba-Radzymińskich sygn. 171/II 2 cz. 4 S-Z); mikrofilmy w Bibliotece Instytutu Badań Literackich Warszawa
2. Do sekretarza Szkoły Głównej Koronnej w zbiorze z lat 1784-1788, rękopis: Biblioteka Jagiellońska sygn. 4041
3. Do I. Potockiego z 22 lipca 1791, z autografu w Archiwum Głównym Akt Dawnych (Archiwum Wilanowskie sygn. 279 b, t. 4) ogł. R. Kaleta: Nawracanie posła, "Pamiętnik Literacki" rocznik 49 (1958), zeszyt 3, s. 193-195 i odb. (tu też faksymile); przedr. także "Przegląd Humanistyczny" 1963 nr 4, s. 6-7
4. Do przyjaciela w Wilnie (Grümberga?) z Końskowoli 3 września 1817, fragmenty ogł. "Dziennik Wileński" 1817 t. 6, s. 676
5. Do J. Przybylskiego, rękopis: Biblioteka Jagiellońska sygn. 148 (zbiór z lat 1776-1818)
6. Do Ł. Gołębiowskiego z 19 lipca (po roku 1817), z autografu obecnie w Bibliotece PAN Kraków sygn. 713 ogł. K. Wł. Wójcicki, "Tygodnik Ilustrowany" 1863 t. 8, nr 211; przedr. L. Bernacki, "Pamiętnik Literacki" rocznik 25 (1928), s. 610
7. Do nieznanego adresata z 21 kwietnia 1819, z autografu w archiwum parafialnym w Końskowoli ogł. J. Starnawski, "Archiwa, Biblioteki i Muzea Kościelne" t. 7 (1963), s. 278
8. Raport wizyty departamentu szkół wojewódzkich ruskich z woli JOKs. JM. A. (K.) Czartoryskiego, generała ziem ruskich, jako najwyższego tychże szkół rządcy, dnia 23 września przez ks. A. Jakukiewicza i F. Zabłockiego zaczętej, a 20 grudnia 1774 zakończonej, ogł. T. Wierzbowski: Raporty generalnych wizytatorów z r. 1774, Warszawa 1906 "Komisja Edukacji Narodowej" nr 24, s. 85-122
9. Pisma urzędowe z podpisem m.in. F. Zabłockiego jako urzędnika Komisji Edukacji Narodowej (zbiór z lat 1779-1829), rękopis: Biblioteka Jagiellońska sygn. 3136
10. 11 pism do własnej kasy, pisanych w imieniu Wydziału Instrukcji Rady Najwyższej Narodowej od 26 czerwca do 30 września 1794, z rękopisu Biblioteki PAN Kraków sygn. 1422 ogł. H. Oprawko, J. Szczepaniec: Materiały do działalności wydawniczej naczelnych władz powstańczych w r. 1794, "Ze skarbca kultury" zeszyt 16 (1964), s. 231-232, 243, 252, 254, 259, 267, 271, 273, 278, 280, 283
11. Raport do Wydziału Bezpieczeństwa Rady Najwyższej Narodowej z 12 października 1794, z autografu Biblioteki Poturzyckiej ogł. K. Kantecki, "Przewodnik Naukowy i Literacki" rocznik 6 (1878), t. 1, s. 118-119; autograf obecnie w Lw. Państw. Nauk. Bibl. bez sygn. (zbiór autografów); mikrofilm w Bibliotece Instytutu Badań Literackich Warszawa
12. Obwieszczenia Wydziału Instrukcji Rady Najwyższej Narodowej ogł. w prasie powstańczej z roku 1794, pisane przez Zabłockiego jako sekretarza, niektóre przedr. B. Leśnodorski w: Kuźnica Kołłątajowska. Wybór źródeł, Wrocław (1949) "Biblioteka Narodowa" seria I, nr 130
13. Akt zgonu, odpis zachowany w papierach B. Erzepkiego w Bibliotece Raczyńskich.

Ponadto Biblioteka Czartoryskich sygn. 775, s. 10 (Rejestr osób... którzy powszechne "Merentibus" odebrali) i Archiwum Główne Akt Dawnych (Archiwum Ks. J. Poniatowskiego a 214: Księga darów Stanisława Augusta).

## Wybrane opracowania dot. Zabłockiego

### Biografie, przyczynki, opracowania ogólne
1. Protokoły posiedzeń Komisji Edukacji Narodowej 1773-1778; ...1778-1780; ...1781-1785: wyd. T. Wierzbowski, Warszawa 1910-1915 "Komisja Edukacji Narodowej" nr 37-39
2. Raporty generalnych wizytatorów z r. 1774: wyd. T. Wierzbowski, Warszawa 1906 "Komisja Edukacji Narodowej" nr 24
3. Protokoły posiedzeń Towarzystwa do Ksiąg Elementarnych 1775-1792: wyd. T. Wierzbowski, Warszawa 1908 "Komisja Edukacji Narodowej" nr 36
4. Komisja Edukacji Narodowej. Wybór źródeł: oprac. S. Tync, Wrocław (1954) "Biblioteka Narodowa" seria I, nr 126
5. F. D. Kniaźnin: Erotyki, Warszawa 1779 (tu wiersze do Zabłockiego)
6. F. D. Kniaźnin: Carmina, Warszawa 1781 (tu wiersze do Zabłockiego)
7. F. D. Kniaźnin: Poezje t. 1-2, Warszawa 1787 (tu wiersze do Zabłockiego)
8. G. Piramowicz: Mowa w dzień rocznicy otwarcia Towarzystwa do Ksiąg Elementarnych na sesji dnia 12 marca 1788, Warszawa 1788
9. W. R. Karczewski: List do Jacka Przybylskiego z 15 kwietnia 1791, z rękopisu Biblioteki Jagiellońskiej sygn. 148, t. 1 fragmenty ogł. J. Dihm: Nikczemny podrzutek parnasowy, "Biuletyn Miesięczny Biblioteki Jagiellońskiej" 1953 nr 5; całość ogł. J. Pawłowiczowa, "Teatr Narodowy 1765-1794", pod red. J. Kotta (Warszawa 1967)
10. Tajna korespondencja z Warszawy 1792-1794 do Ignacego Potockiego, oprac. M. Rymszyna, A. Zahorski, Warszawa 1961 "Studia i Materiały z Dziejów Polski w Okresie Oświecenia" nr 4.

### Twórczość dramatyczna
1. "Annonces et Avis Divers" 1781 nr 3, 25 (rec. teatr.): przedr. "Teatr Narodowy 1765-1784", red. J. Kott (Warszawa 1967)
2. (Amfitrion. Rec. teatr.): "Gazeta Warszawska" 1812 nr 37; przedr. E. Szwankowski w: Teatr Wojciecha Bogusławskiego w latach 1799-1814, Wrocław 1954 "Materiały do Dziejów Teatru w Polsce" nr 1
3. X. (Fircyk w zalotach. Rec. teatr.): "Gazeta Korespondenta Warszawskiego" 1815 nr 70; przedr. J. Lipiński w: Recenzje teatralne Towarzystwa Iksów, 1815-1819, Wrocław 1956 "Materiały do Dziejów Teatru w Polsce" nr 4
4. Z. Bartoszewicz: Żółta szlafmyca F. Zabłockiego, "Tygodnik Wileński" 1820 t. 2, s. 321-339
5. W. Bogusławski: Dzieje Teatru Narodowego w: Dzieła t. 1-4, Warszawa 1820-1821 i odb.; wyd. następne Przemyśl 1884; wyd. fotoofsetowe (Warszawa 1965)
6. L. Osiński: O pierwiastkowej dramatyce w Polszcze, "Sybilla Nadwiślańska" 1821 nr 3; przedr. K. W. Wójcicki w: Teatr starożytny w Polsce t. 1, Warszawa 1841
7. E. Słowacki: Zabłockiego komedia Zabobonnik w: Dzieła t. 3, Wilno 1826
8. K. Brodziński: Polska literatura dramatyczna (powst. 1823-1830) w: Pisma t. 5, Poznań 1873, s. 37-58 i wyd. następne
9. K. W. Wójcicki: Spojrzenie na literaturę dramatyczną polską, "Biblioteka Warszawska" 1843, t. 2
10. K. Estreicher, "Rys ogólny piśmiennictwa dramatycznego polskiego od r. 1750 do 1800, "Dziennik Litewski" 1853 nr 42.

### Wiersze i pisma satyryczno-polityczne
1. Wyjątek z listu p. Grümberga do p. Jana Richtera: "Wizerunki i Roztrząsania Naukowe. Poczet Nowy" nr 2 z roku 1839, t. 7
2. A. Bielowski: S. Trembeckiego poezje dotąd niedrukowane, "Biblioteka Ossolineum" sygn. 1866, t. 9
3. (Pisma F. Zabłockiego, oprac. B. Erzepki, Poznań 1903. Rec.): "Przegląd Polityczny, Społeczny i Literacki" 1903 nr 200)
4. Sz. Askenazy: Książę Denasów w: Wczasy historyczne t. 2, Warszawa 1904
5. A. Chołoniewski: Odkrycie literackie, "Świat" 1907 nr 37
6. J. Pietrzycki: Detronizacja poety, "Nowa Reforma" 1907 nr 489
7. Z. Aleksandrowicz: Dwa zapomniane paszkwile, "Pamiętnik Literacki" rocznik 11 (1912)
8. J. Nowak: Satyra polityczna Sejmu Czteroletniego, Kraków 1933 "Prace Historyczno-Literackie" nr 41
9. M. Świerzowicz: F. Zabłocki w satyrze politycznej, "Filomata" 1938 l. 102, s. 11-13
10. H. Rządkowska: Stosunek polskiej opinii publicznej do rewolucji francuskiej, Warszawa 1948 "Biblioteka Historyczna".